# Hokah
Hokah város az USA Minnesota államában, Houston megyében. Lakosainak száma 553 fő (2020. április 1.).

## Népesség
A település népességének változása:

| 2010 | 580 |
| 2020 | 553 |